# Doramad

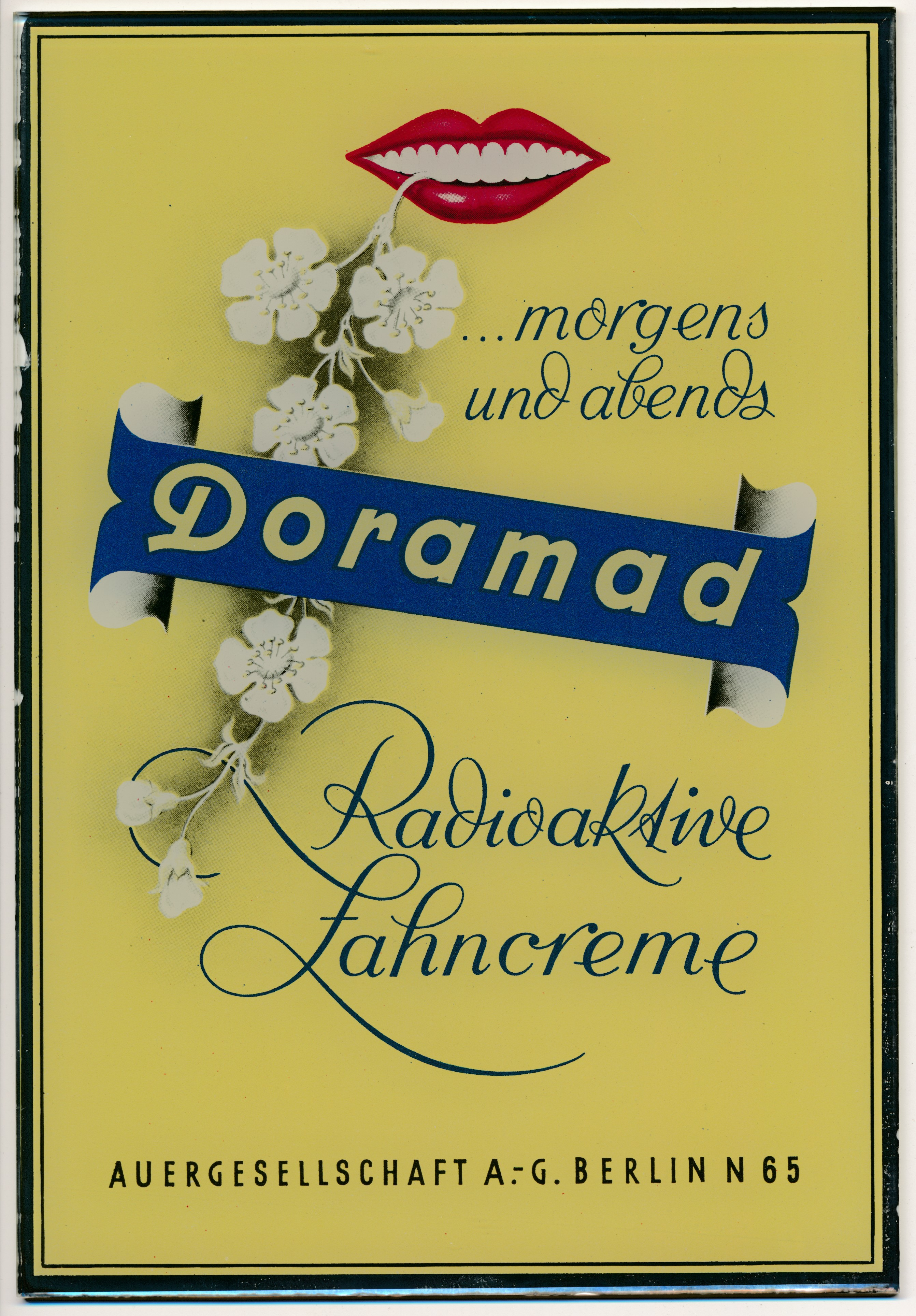
Werbeanzeige für Doramad Radioaktive Zahnpasta

Doramad war eine Zahnpasta, die in der ersten Hälfte des 20. Jahrhunderts von der Berliner Auergesellschaft hergestellt wurde. Sie enthielt Thorium-X.

## Wirkung
Die Zahnpasta Doramad wurde als Wunderheilmittel angepriesen und versprach, durch die ionisierende Strahlung der enthaltenen radioaktiven Stoffe, strahlend weiße Zähne und eine Bakterienabtötung zu bewirken. Eine Gammaspektroskopie-Analyse ergab zwar, dass diese Zahnpasta Spuren von Thorium enthält, allerdings sind die Werte zu gering, um sie mit einem einfachen Handmessgerät nachweisen zu können. Daher und wegen der möglichen Strahlung sind diese Wirkungsversprechen nicht gerechtfertigt. Ebenfalls waren Folgeschäden durch ionisierende Strahlung damals so gut wie nicht bekannt. Erst nach den Atombombenabwürfen auf Hiroshima und Nagasaki erkannte man die möglichen Auswirkungen der ionisierenden Strahlung; damit wurde die Zahncreme marktunfähig.
Die Verpackung warb mit der Angabe:

„Besondere biologische Heilwirkungen durch Radium-Strahlen. Tausendfach ärztlich verordnet und empfohlen.“

Auf der Rückseite der Zahnpastatube war folgendes zu lesen:

„Was leistet Doramad?
Durch ihre radioaktive Strahlung steigert sie die Abwehrkräfte von Zahn u. Zahnfleisch. Die Zellen werden mit neuer Lebensenergie geladen, die Bakterien in ihrer zerstörenden Wirksamkeit gehemmt. Daher die vorzügliche Vorbeugungs- und Heilwirkung bei Zahnfleischerkrankungen. Poliert den Schmelz aufs Schonendste weiß und glänzend. Hindert Zahnsteinansatz. Schäumt herrlich, schmeckt neuartig, angenehm, mild u. erfrischend. Ausgiebig im Gebrauch.“